# Вашингтон (округ, Теннесси)
Округ Вашингтон (англ. Washington County) располагается в США, в штате Теннесси. Официально образован в 1777 году. По состоянию на 2010 год, численность населения составляла 122 979 человек. Получил своё название по имени первого президента США Джорджа Вашингтона.

## География
По данным Бюро переписи США, общая площадь округа равняется 855 км², из которых 844 км² — суша, и 8 км², или 1,06 % — это водоёмы.

### Соседние округа
- Салливан (Теннесси) — север
- Картер (Теннесси) — восток
- Юникой (Теннесси) — юг
- Грин (Теннесси) — запад
- Хокинс (Теннесси) — северо-запад

## Демография
По данным переписи населения 2000 года в округе проживает 100 198 жителей в составе 44 195 домашних хозяйств и 29 478 семей. Плотность населения составляет 127 человека на км². На территории округа насчитывается 47 779 жилых строений, при плотности застройки 57 строений на км². Расовый состав населения: белые — 93,72 %, афроамериканцы — 3,82 %, коренные американцы (индейцы) — 0,24 %, азиаты — 0,73 %, гавайцы — 0,02 %, представители других рас — 0,51 %, представители двух или более рас — 0,97 %. Испаноязычные составляли 1,38 % населения.
В составе 28,20 % из общего числа домашних хозяйств проживают дети в возрасте до 18 лет, 52,60 % домашних хозяйств представляют собой супружеские пары, проживающие вместе, 10,50 % домашних хозяйств представляют собой одиноких женщин без супруга, 33,30 % домашних хозяйств не имеют отношения к семьям, 27,80 % домашних хозяйств состоят из одного человека, 9,70 % домашних хозяйств состоят из престарелых (65 лет и старше), проживающих в одиночестве. Средний размер домашнего хозяйства составляет 2,33 человека, и средний размер семьи 2,85 человека.
Возрастной состав округа: 21,30 % — моложе 18 лет, 10,80 % — от 18 до 24, 30,00 % — от 25 до 44, 24,00 % — от 45 до 64, и 13,90 % — от 65 и старше. Средний возраст жителя округа — 37 лет. На каждые 100 женщин приходится 94,80 мужчин. На каждые 100 женщин старше 18 лет приходится 91,70 мужчин.
Средний доход на домохозяйство в округе составлял 33 116 USD, на семью — 41 162 USD. Среднестатистический заработок мужчины был 30 874 USD против 21 485 USD для женщины. Доход на душу населения был 19 085 USD. Около 10,20 % семей и 13,90 % общего населения находились ниже черты бедности, в том числе — 16,80 % молодежи (тех, кому ещё не исполнилось 18 лет) и 14,20 % тех, кому было уже больше 65 лет.